# Moritz Wolf (Politiker)
Friedrich Moritz Wolf (* 19. Mai 1838 in Kirchberg; † 15. Februar 1902 in Saupersdorf) war ein deutscher konservativer Politiker.

## Leben und Wirken
Der Sohn eines Saupersdorfer Tuchhändlers heiratete 1869 Dora Amalie Petzold. Von 1895 bis 1901 saß Wolf, der Guts- und Fabrikbesitzer in Saupersdorf war, als Vertreter des 41. ländlichen Wahlbezirks in der Zweiten Kammer des Sächsischen Landtags. Er war Mitglied des Bezirksausschusses der Amtshauptmannschaft Zwickau.